# Matt Craven
Matt Craven (* 10. November 1956 in Port Colborne, Ontario; eigentlich Matthew John Crnkovich) ist ein kanadischer Film- und Theaterschauspieler.

## Leben
Matt Craven zählt zu den bekanntesten Theaterschauspielern in Kanada. Seine erste Filmrolle hatte er 1979 in Babyspeck und Fleischklößchen (Meatballs). Im selben Jahr spielte er im Kurzfilm Bravery in the Field, der für einen Oscar nominiert wurde. In den 1980er-Jahren spielte Craven hauptsächlich in Fernsehproduktionen von CBS. Seit 1990 ist er vermehrt in Kinofilmen zu sehen.
2017 wurde er in die Academy of Motion Picture Arts and Sciences aufgenommen, die jährlich die Oscars vergibt.

## Filmografie (Auswahl)
- 1979: Babyspeck und Fleischklößchen (Meatballs)
- 1979: Bravery in the Field
- 1980: Ab in die Ewigkeit (Happy Birthday to Me)
- 1981: Targoor – Reise ins Grauen (The Intruder Within)
- 1987: Tin Men
- 1988: Palais Royale (Palais Royale)
- 1990: Jacob’s Ladder – In der Gewalt des Jenseits (Jacob’s Ladder)
- 1990: Blue Steel
- 1991: K2 – Das letzte Abenteuer (K2)
- 1992: Eine Frage der Ehre (A Few Good Men)
- 1993: Indian Summer – Eine wilde Woche unter Freunden (Indian Summer)
- 1994: New York Killer – Die Kunst des Tötens (Bulletproof Heart)
- 1995: The Final Cut – Tödliches Risiko (The Final Cut)
- 1995: Crimson Tide – In tiefster Gefahr (Crimson Tide)
- 1995: Kingfish (Kingfish: A Story of Huey P. Long, Fernsehfilm)
- 1995: Outer Limits – Die unbekannte Dimension (The Outer Limits, Fernsehserie, Folge 1x15)
- 1997: Masterminds – Das Duell (Masterminds)
- 1998: From the Earth to the Moon (Fernsehminiserie)
- 1998: Paulie – Ein Plappermaul macht seinen Weg (Paulie)
- 2000: Gefühle, die man sieht – Things You Can Tell (Things You Can Tell Just by Looking at Her)
- 2000: Nürnberg – Im Namen der Menschlichkeit (Nuremberg)
- 2001: Varian’s War – Ein vergessener Held (Varian’s War)
- 2001: Emergency Room – Die Notaufnahme (ER, Fernsehserie, 3 Folgen)
- 2002: Im Zeichen der Libelle (Dragonfly)
- 2003: Das Leben des David Gale (The Life of David Gale)
- 2003: Timeline
- 2003: The Statement
- 2004: Anatomie einer Entführung (The Clearing)
- 2005: Das Ende – Assault on Precinct 13 (Assault on Precinct 13)
- 2005: Karol – Ein Mann, der Papst wurde (Karol, un uomo diventato Papa)
- 2006: Déjà Vu – Wettlauf gegen die Zeit (Déjà Vu)
- 2007: Disturbia
- 2010: The Pacific (Fernsehminiserie)
- 2010: Devil – Fahrstuhl zur Hölle (Devil)
- 2010–2011: Justified (Fernsehserie, 3 Folgen)
- 2011: X-Men: Erste Entscheidung (X-Men: First Class)
- 2011–2013: Navy CIS (NCIS, Fernsehserie, 9 Folgen)
- 2013: White House Down
- 2014–2015: Resurrection (Fernsehserie, 21 Folgen)
- 2015: Stonewall
- 2017: Das Erwachen des Zodiac-Mörders (Awakening the Zodiac)
- 2018: Sharp Objects (Fernsehserie, 8 Folgen)
- 2022: Lou
- 2023: Justified: City Primeval (Miniserie, 1 Folge)
- 2024: Under the Bridge (Miniserie)